# Yungur (peuple)
Pour les articles homonymes, voir Yungur.
Les Yungur forment un ensemble de peuples d'Afrique de l'Ouest vivant au nord-est du Nigeria, dans une région montagneuse de l'État d'Adamawa. Leur nombre a été estimé à 95 000 dans les années 1970

## Ethnonymie
Selon les sources et le contexte, on observe quelques variantes : Binna, Gbinna, Yangur, Yunguri, Yunguru.

## Langues
Ils parlent les langues yungur, un groupe de langues adamawa-oubanguiennes telles que le kaan, le mboi, le bena, le lala-roba et le voro.

## Culture
Les Yungur partagent certaines formes artistiques – notamment la céramique – avec leurs voisins Ga'anda, établis un peu plus au nord.

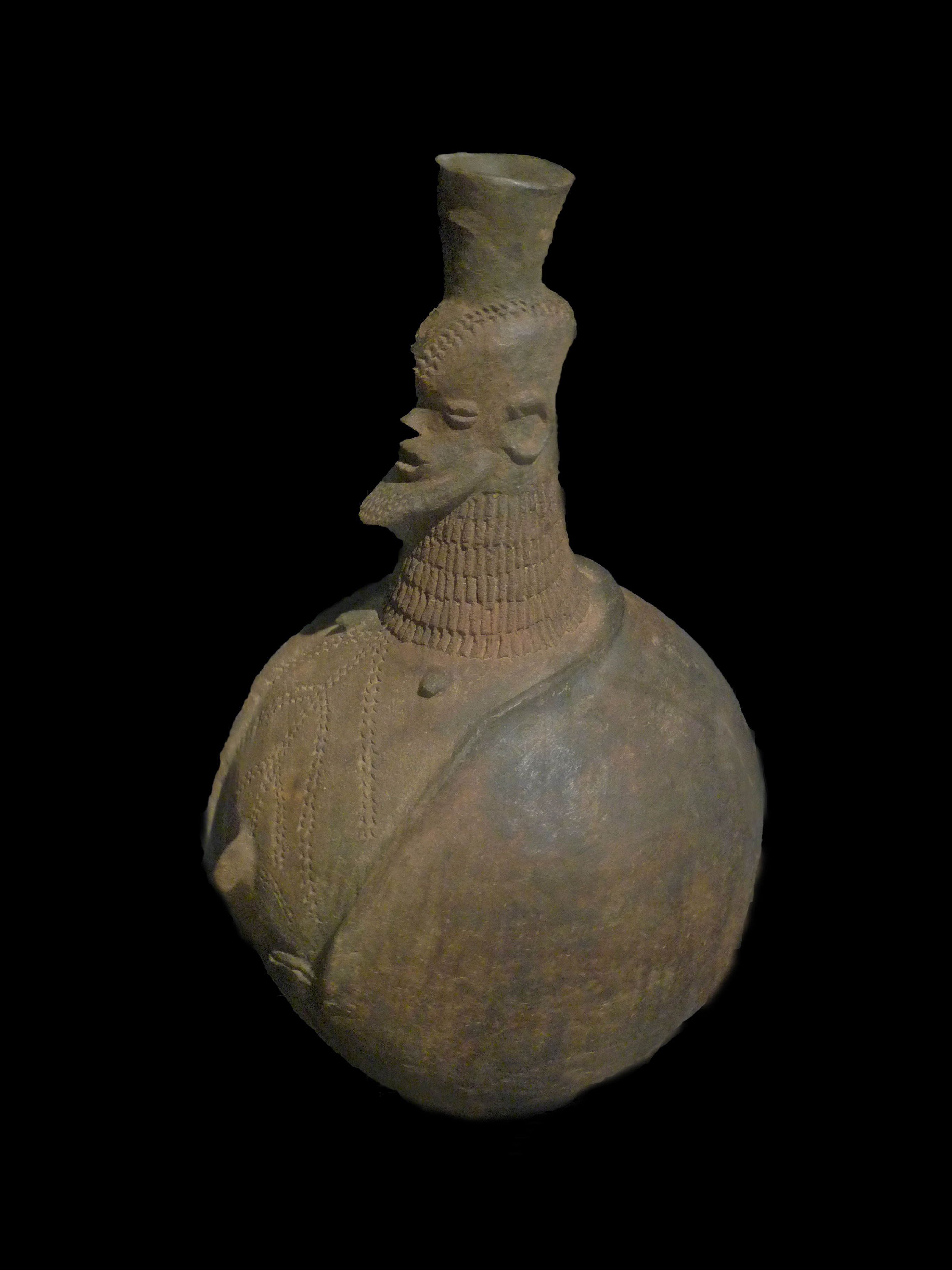
Récipient ancestral wiiso[9].
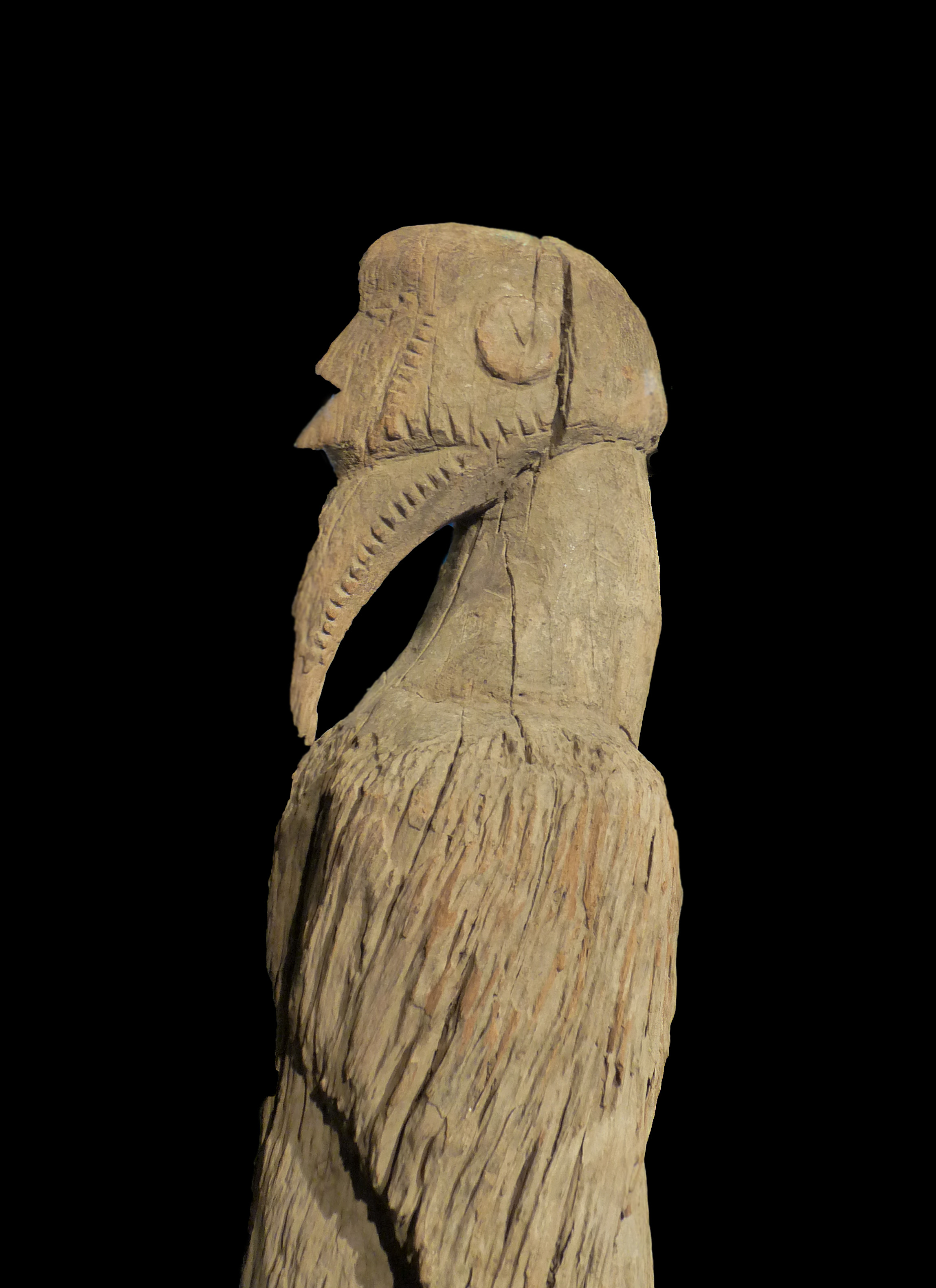
Sculpture masculine (détail).
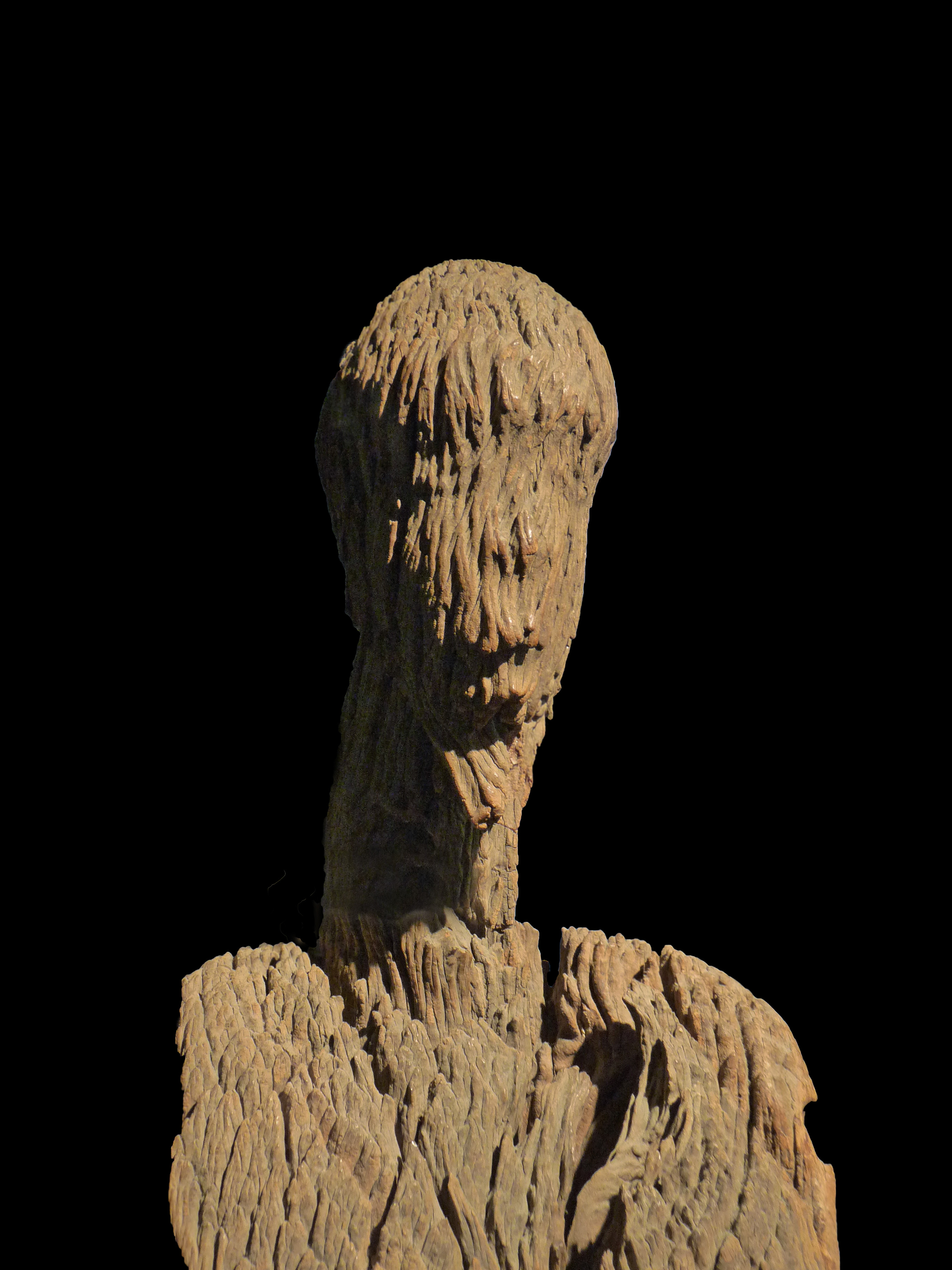
Sculpture masculine (détail).
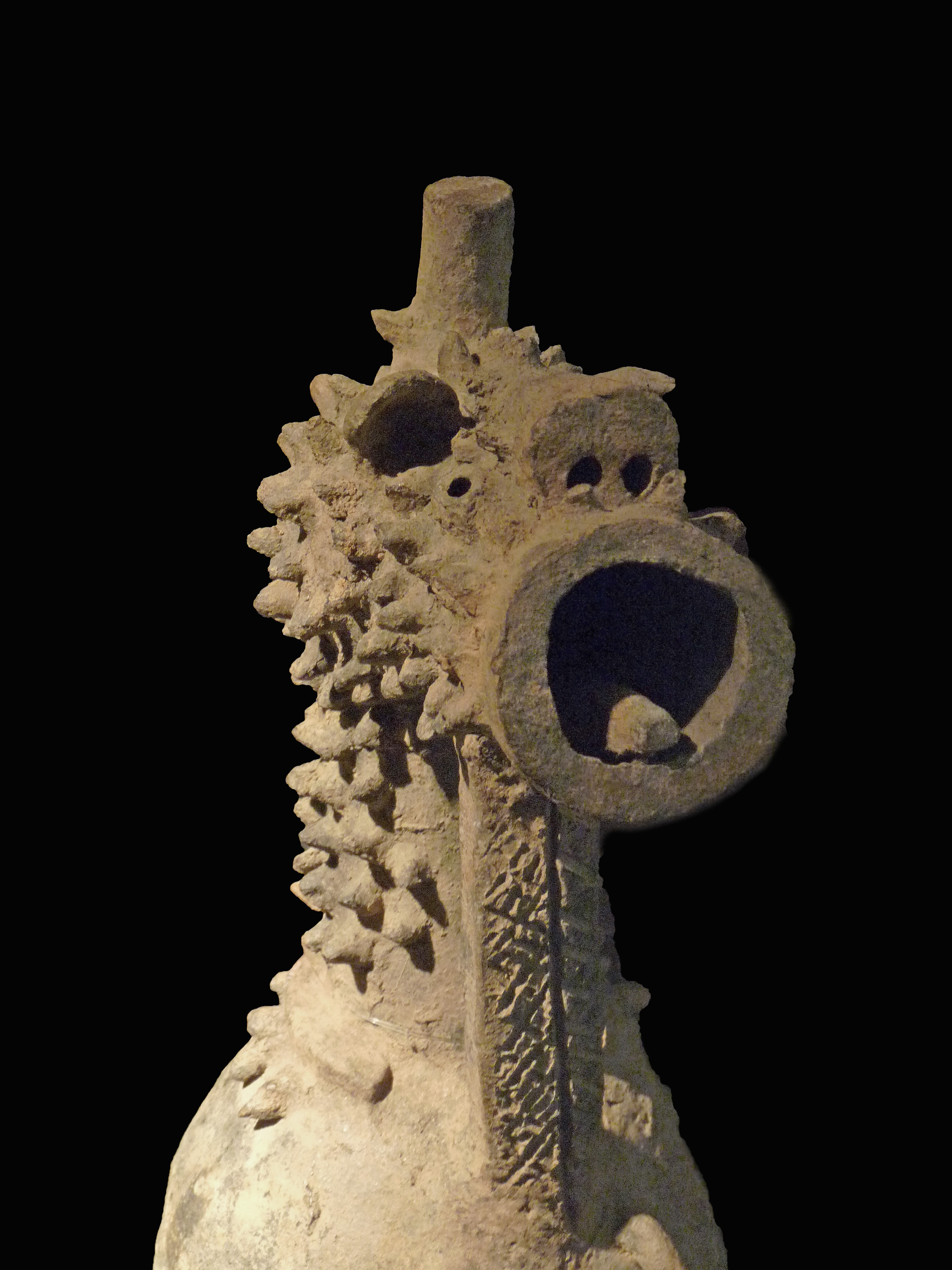
Pot à esprit Ngwarkandangra (détail).